# Wilfredo Gómez
Wilfredo Gómez (* 29. Oktober 1956 in San Juan, Puerto Rico) ist ein ehemaliger puerto-ricanischer Profiboxer, der unter dem Spitznamen „Bazooka“ eine der höchsten KO-Siegquoten im Profiboxen (88 %) erreichte. Er war von Mai 1977 bis April 1983 WBC-Weltmeister im Superbantamgewicht, von März 1984 bis Dezember 1984 WBC-Weltmeister im Federgewicht und von Mai 1985 bis Mai 1986 WBA-Weltmeister im Superfedergewicht.
Er hält aktuell, mit 17 Titelverteidigungen seines WBC-Gürtels, den Rekord für die meisten WM-Titelverteidigungen aller Verbände im Superbantamgewicht. Das Ring Magazine wählte ihn 1994 zum Großartigsten Boxer im Superbantamgewicht aller Zeiten, zudem fand er 1995 Aufnahme in die International Boxing Hall of Fame. Die Datenbank BoxRec führt ihn 2021 auf Platz 3 der ewigen Weltrangliste im Superbantamgewicht.
Als Amateur war er im Fliegengewicht Teilnehmer der Olympischen Sommerspiele 1972 und gewann im Bantamgewicht die Goldmedaille bei den ersten Weltmeisterschaften 1974.

## Amateurkarriere
Gómez gewann als Amateur 96 von 99 Kämpfen. 1972 nahm er im Alter von nur 15 Jahren an den Olympischen Spielen in München teil, wo er in der Vorrunde des Fliegengewichts gegen den Ägypter Mohamed Selim unterlag, welcher im Achtelfinale gegen Neil McLaughlin aus Irland ausschied. Er gewann dann aber im November 1972 als 16-Jähriger die Goldmedaille im Fliegengewicht bei den Zentralamerika- und Karibikmeisterschaften in Costa Rica.
Anschließend boxte er im Bantamgewicht weiter und siegte im November 1973 auch bei den Zentralamerika- und Karibikmeisterschaften in Mexiko, wobei er im Viertelfinale überraschend den Olympiasieger von 1972, den Kubaner Orlando Martínez, mit 4:1 besiegen konnte. Zudem gewann er im März 1974 auch die Zentralamerika- und Karibikspiele in der Dominikanischen Republik, wobei ihm erneut ein Sieg (4:1) gegen Orlando Martínez gelang.
Im Juli 1974 verlor er im Finale der Nordamerikameisterschaften in Milwaukee gegen Derrick Holmes, welcher später als Profi von Gómez besiegt wurde.
Seinen größten Erfolg erzielte Gómez im August 1974, als ihm der Gewinn der ersten Weltmeisterschaften in Havanna gelang. Er siegte dabei in jedem seiner vier Kämpfe durch KO oder TKO innerhalb von zwei Runden, unter anderem gegen Aldo Cosentino und Luis Jorge Romero. Der irische Nationaltrainer Gerry Storey bezeichnete Gómez im Anschluss als einen der großartigsten Kämpfer, den er je gesehen habe. Erst 35 Jahre und 14 Weltmeisterschaften später gelang es einem puerto-ricanischen Boxer, McWilliams Arroyo, erneut eine WM-Goldmedaille zu gewinnen (Fliegengewicht 2009).

## Profikarriere

### Superbantamgewicht
Wilfredo Gómez bestritt seinen ersten Profikampf am 16. November 1974 im Alter von 18 Jahren und seinen letzten Kampf am 19. Juli 1989 im Alter von 32 Jahren. Er bestritt 26 seiner Kämpfe in Puerto Rico, 13 in den Vereinigten Staaten, fünf in Panama sowie je einen in Costa Rica, Nicaragua, Thailand und Japan. Nach einem Unentschieden in seinem Profidebüt, gewann er anschließend jeden seiner 15 Kämpfe vorzeitig und besiegte dabei unter anderem den späteren WBC-Weltmeister Alberto Dávila, sowie die beiden WM-Herausforderer Cleo Garcia und Andres Hernández.
Am 21. Mai 1977 besiegte er den Südkoreaner Yum Dong-kyun (Kampfbilanz: 50-2) durch KO in der zwölften Runde und wurde dadurch WBC-Weltmeister im Superbantamgewicht. Den Titel konnte er 17-mal vorzeitig verteidigen, darunter im Oktober 1978 durch TKO in der fünften Runde gegen Carlos Zárate (52-0), im März 1982 durch TKO in der sechsten Runde gegen Juan Meza (37-4) und im Dezember 1982 durch TKO in der 14. Runde gegen Lupe Pintor (49-5). Im April 1983 legte er seinen WBC-Titel nieder, um endgültig in das Federgewicht aufzusteigen.

#### Titelverteidigungen
- 11. Juli 1977: TKO in der fünften Runde gegen Raul Tirado (1)
- 19. Januar 1978: KO in der dritten Runde gegen Royal Kobayashi (2)
- 8. April 1978: TKO in der siebenten Runde gegen Juan Antonio López (3)
- 2. Juni 1978: TKO in der dritten Runde gegen Sagat Petchyindee (4)
- 9. September 1978: TKO in der dreizehnten Runde gegen Leonardo Cruz (5)
- 28. Oktober 1978: TKO in der fünften Runde gegen Carlos Zárate (6)
- 9. März 1979: TKO in der fünften Runde gegen Nestor Jimenez (7)
- 16. Juni 1979: TKO in der fünften Runde gegen Julio Hernandez (8)
- 28. September 1979: TKO in der zehnten Runde gegen Carlos Mendoza (9)
- 26. Oktober 1979: TKO in der fünften Runde gegen Nicky Perez (10)
- 3. Februar 1980: TKO in der sechsten Runde gegen Ruben Valdes (11)
- 22. August 1980: TKO in der fünften Runde gegen Derrik Holmes (12)
- 13. Dezember 1980: KO in der dritten Runde gegen Jose Cervantes (13)
- 27. März 1982: TKO in der sechsten Runde gegen Juan Meza (14)
- 11. Juni 1982: TKO in der zehnten Runde gegen Juan Antonio López (15)
- 18. August 1982: TKO in der siebenten Runde gegen Roberto Rubaldino (16)
- 3. Dezember 1982: TKO in der vierzehnten Runde gegen Lupe Pintor (17)

### Federgewicht
Am 21. August 1981 boxte er erstmals um den WBC-Titel im Federgewicht, verlor jedoch durch TKO in der achten Runde gegen Salvador Sánchez (40-1). Er gewann den Titel jedoch am 31. März 1984 einstimmig nach Punkten gegen Juan La Porte (24-4), verlor aber seine erste Titelverteidigung am 8. Dezember 1984 durch KO in der elften Runde an Azumah Nelson (19-1).

### Superfedergewicht
Am 19. Mai 1985 besiegte er Rocky Lockridge (36-3) durch Mehrheitsentscheidung nach Punkten und wurde WBA-Weltmeister im Superfedergewicht, verlor aber auch hier seine erste Verteidigung am 24. Mai 1986 durch TKO in der neunten Runde gegen Alfredo Layne (13-5).

## Ehrungen
- 1982: Die dritte Runde seines Kampfes gegen Lupe Pintor wurde zur Ring Magazine Runde des Jahres gewählt
- 1994: Wahl zum Großartigsten Boxer im Superbantamgewicht aller Zeiten durch das Ring Magazine
- 1995: Aufnahme in die Kategorie Men′s Modern Boxers der International Boxing Hall of Fame
- 1999: Wahl zum achtbesten Boxer im Federgewicht des 20. Jahrhunderts durch die Associated Press
- 2003: Wahl auf Platz 13 der schlagstärksten Boxer aller Zeiten durch das Ring Magazine
- 2015: Aufnahme in die Hall of Fame der World Boxing Council[8]
- 2018: Auszeichnung als Honorific Champion of Champions der World Boxing Organization[9]
- 2020: Sein Kampf gegen Lupe Pintor 1982 wurde vom Ring Magazine zum Großartigsten Titelkampf im Superbantamgewicht gewählt[10]
- 2021: Meiste WM-Titelverteidigungen im Superbantamgewicht
- 2021: Platz 3 auf der BoxRec-Liste der besten Boxer im Superbantamgewicht aller Zeiten[11]